# بيير كوكس
بيير كوكس (بالفرنسية: Pierre Cox)‏ هو عالم فلك فرنسي، ولد في 1956.